# Aryacakravarti
La dinastia Aryacakravarti (tàmil ஆரியச் சக்கரவர்த்திகள் வம்சம்) fou una nissaga reial del regne de Jaffna a Sri Lanka. Les primeres fonts singaleses, entre 1277 i 1283, esmenten un dirigent militar d'aquest nom com a ministre al servei de l'imperi Pandya; va assaltar la costa occidental de Sri Lankan i va agafar la políticament significativa relíquia de la dent de Buda de la capital singalesa Yapahuwa. Dirigents polítics i militars del mateix nom familiar van deixar un nombre d'inscripcions en el modern estat de Tamil Nadu, amb les dates que varien de 1272 a 1305, durant la part final de l'imperi Pandya. Segons la literatura nativa contemporània, la família reclamava origen en els bramins tàmils del prominent temple hindu de pelegrinatge de Rameswaram al modern districte de Ramanathapuram a l'Índia. Van governar el regne de Jaffna del segle xiii fins al segle xvii, quan el darrer rei de la dinastia, Cankili II, fou expulsat pels portuguesos.

## Teories de l'origen
Els orígens del Aryacakravarti és esmentat en cròniques contemporànies; els historiadors moderns ofereixen algunes teories alternatives.

### Família feudataria Pandyan

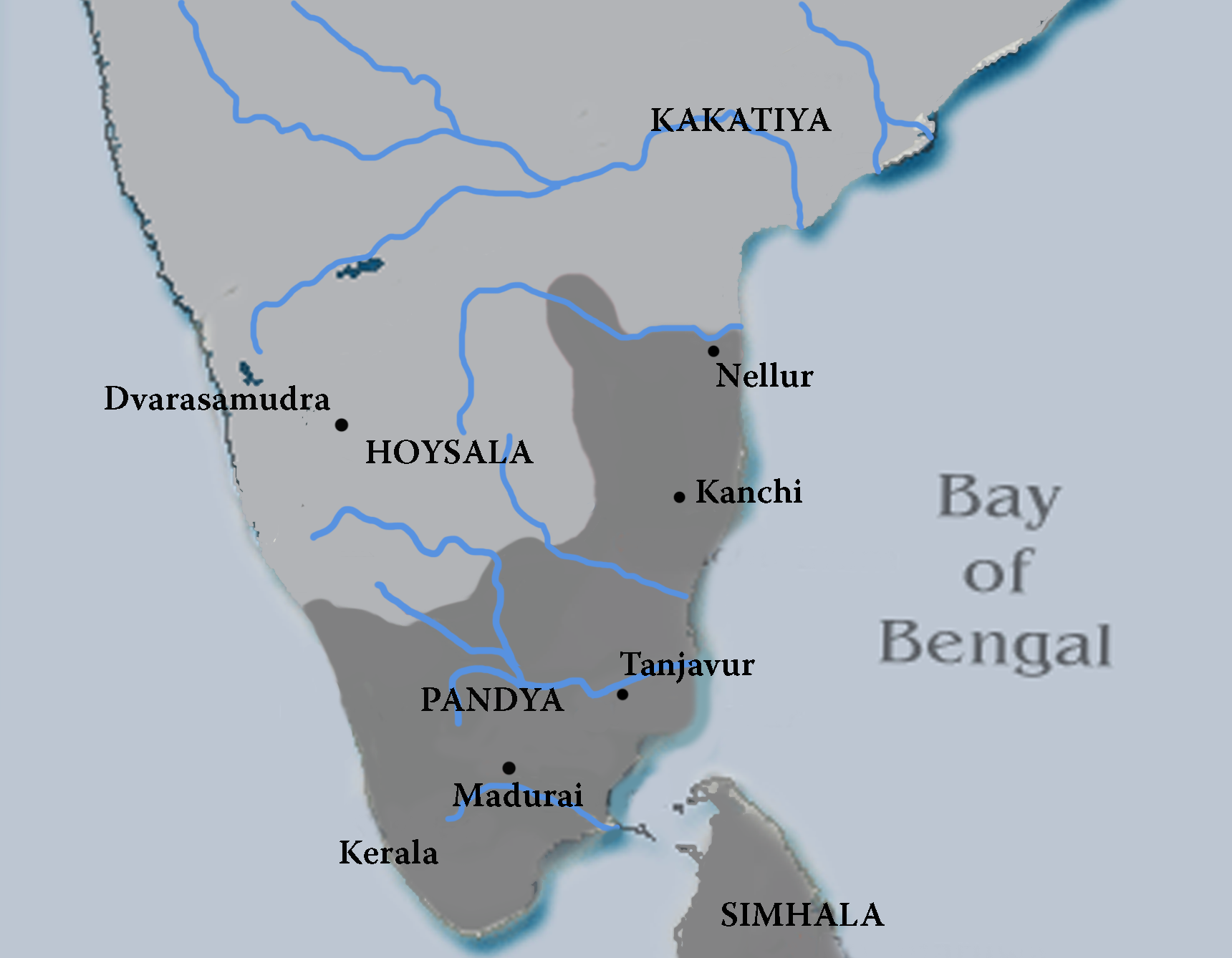
Els territoris tributaris pandyes vers 1250, incloïen el que finalment esdevingué el regne Jaffna

Inscripcions del segle xiii commemorant dignitaris esmenten els Aryacakravartis en el modern Tamil Nadu i podem deduir que dominaven la regió costanera del modern districte de Ramanathapuram, el qual anomenaven Cevvirukkai Nadu. Van administrar terres i exercir posicions militars importants. Es creu que la majoria d'ells pertanyien a una família de bramins tàmils del modern districte de Ramanathapuram que havien esdevingut prominents durant els dies del rei pandya Maravarman Kulasekaran.
A més, el títol Cakravarti semblar que fou generalment utilitzat en el regne Pandya regne com a casta o títol de rang. Els títols compostos existeixen, com Maravacakravarti que van pertànyer a un cap Maravar així com Malavacakravarti que va pertànyer a un cap Malava. Ariyar en Tamil podria denotar un noble o una persona il·lustrada, un bramin o alternativament una persona de Aryavarta. Per això el títol Arayacakravarti sembla incloure l'estructura de títols semblants que es van utilitzar al regne Pandya.
Alguns dignitaris esmentat a les inscripcions són: Devar Arayacakravarti, Alakan Arayacakravarti, Minatungan Arayacakravarti i Iraman Arayacakravarti. Devar Arayacakravarti té com a mínim dos inscripcions conegudes, una a Sovapuri a Ramanathapuram el 1272 és la primera; una segona inscripció (1305) a Tirupulani a Ramanathapuram indica que fou un ministre o un feudatari. Notablement les inscripcions també van tenir l'epítet Cetumukam significant "per ordre de Cetu."
Segons el Culavansa, un general o ministre anomenat Aryacakravarti va envair la capital singales de Yapahuwa en nom del rei Pandya Maaravarman Kulasekaran entre els anys 1277–1283 i va agafar la relíquia de la Dent de Buda.

### Brahmins de Rameswaram

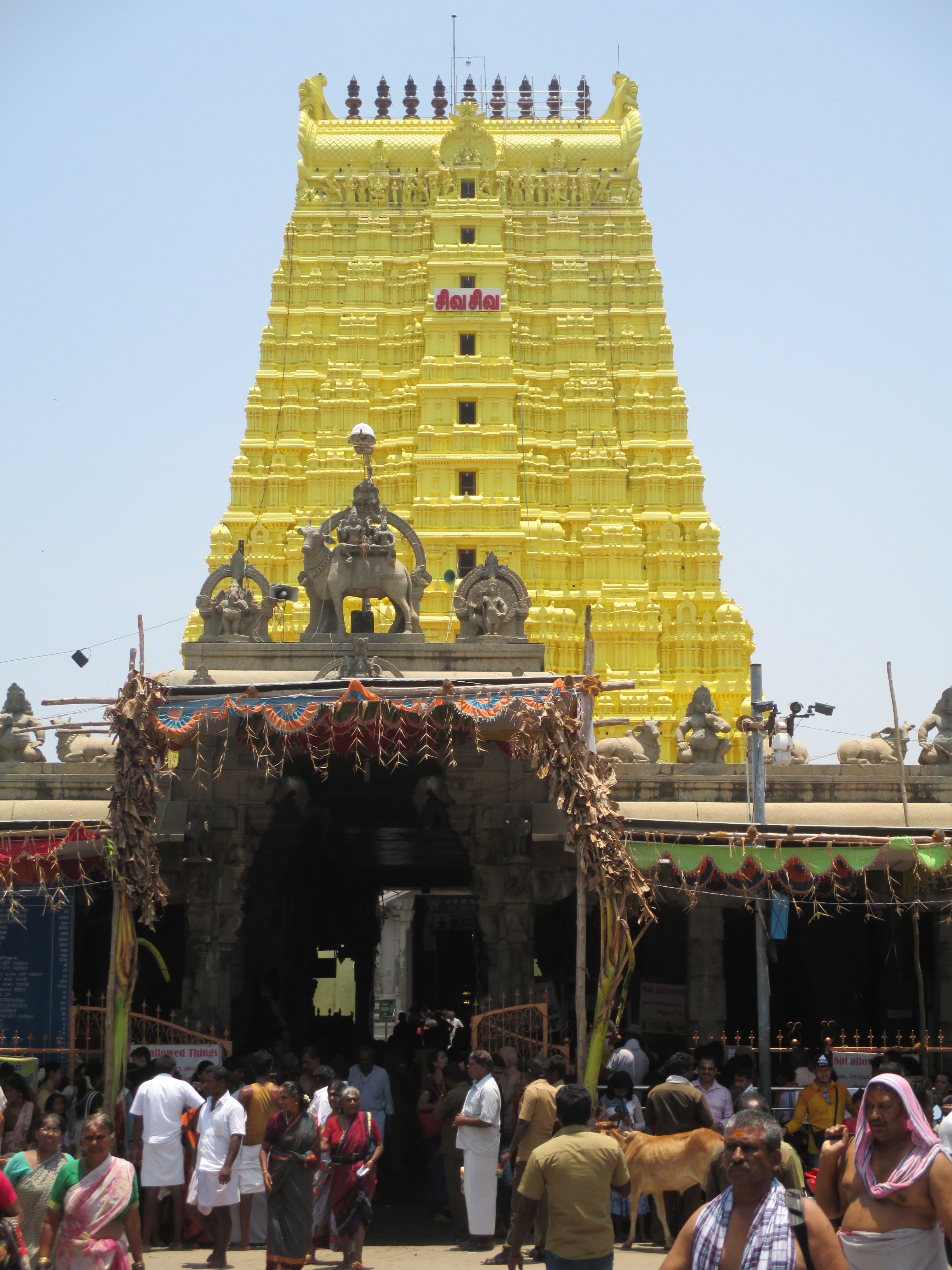
Temple de Rameswaram – Els reis Aryacakravarti es reclamaven com a Tàmil Brahmins sacerdots de la secta Pasupata d'aquest temple

El Cekaracecekaramalai escrit durant el govern Aryacakravarti a Jaffna afirma que els avantpassats directes dels reis van pertànyer a un grup de 512 Ariyar (una casta sacerdotal Bramin) de la secta Pasupata del temple de Rameswaram. La font també reclama que dos dels 512 van ser seleccionats com reis dels Ariyars. També explica que un avantpassat directe dels reis era un escrivà en el regne Pandya regne i va ser cridat durant una guerra amb altres regnes per assistir el rei, i que els avantpassats dels reis van lluitar en guerres contra reis de Hoysala i Karnataka.
Durant el govern de Jatavarman Sundara Pandya I el govern Pandya va aclaparar els seus enemics Hoysala i va matar el monarca Hoysala Vira Someshwara el 1254.
Un estudi dels seus epítets, com Teevaiyarkoon ("rei de Teevai"), Kantamalayaariyarkoon ("Rei Ariya de Kantamalai") i Ceetukaavalan ("Protector de Cetu") confirma les seves connexions al temple hindú de Rameswaram, mentre Teevai, Cetu i Kantamalai són tots noms de la mateixa ubicació: Rameswaram.

### Dinastia Ganga
En opinió de Rasanayagam Mudaliar i Swami Gnanapragasar la dinastia Aryacakravarti va estar connectada a la dinastia Ganga Oriental. Rasanayagam creu que un Brahmin de la ciutat de Rameswaram es va casar amb algun membre supervivent de Kalinga Magha, un invasor que reclamava ser de Kalinga a l'Índia. Magha aparentment pertanyia a la dinastia Ganga Oriental. La bandera reial del Jaffna és similar a la insígnia Reial dels Ganges Orientals. Ells també reclamaven orígens bramins. Les monedes de Setu encunyades pels reis Aryacakravarti també tenen un símbol similar.
Swami Gnanapragasar creu que el primer Ariyacakravarti també anomenat Cinkaiariyan (Ariya de Cinkainakar) fou Kalinga Magha. Tres arguments principals són adduïts per donar suport a la teoria que aquests reis eren descendents dels Ganga Orientals. El primer és el dispositiu similar en les seves monedes; el brau ajagut i el creixent al damunt va ser copiat en les monedes que van emetre els Ganges Orfentals i els Ariyacakravartis. El segon és que les tradicions dels seus orígens són gairebé idèntiques. El darrer és l'assumpció dels títols Kangkainaadan (Del país del Ganges) i Kangkaiariyan (Ariya de la dinastia Ganga). Segons la "Història del regne de Jaffna" de S. Pathmanathan, això només estableix semblances, però no gaires connexions concloents directes. Pathmanathan creu que podem rotundament enllaçar la dinastia Aryacakravarti amb els Gangues Oientals i pot explicar la majoria de les semblances sobre la base d'influències, fins i tot als descendents dels Gangues Occidentals que s'havien traslladat a terres tàmils després de la seva derrota per l'imperi Chola al voltant de l'any 1000 i interpretar-los senzillament com reflectint una reclamació d'origen de la ciutat Hindú sagrada de Varanasi en la riba del riu més sagrat, el Ganges.

### Invasors Javaka-Kalinga

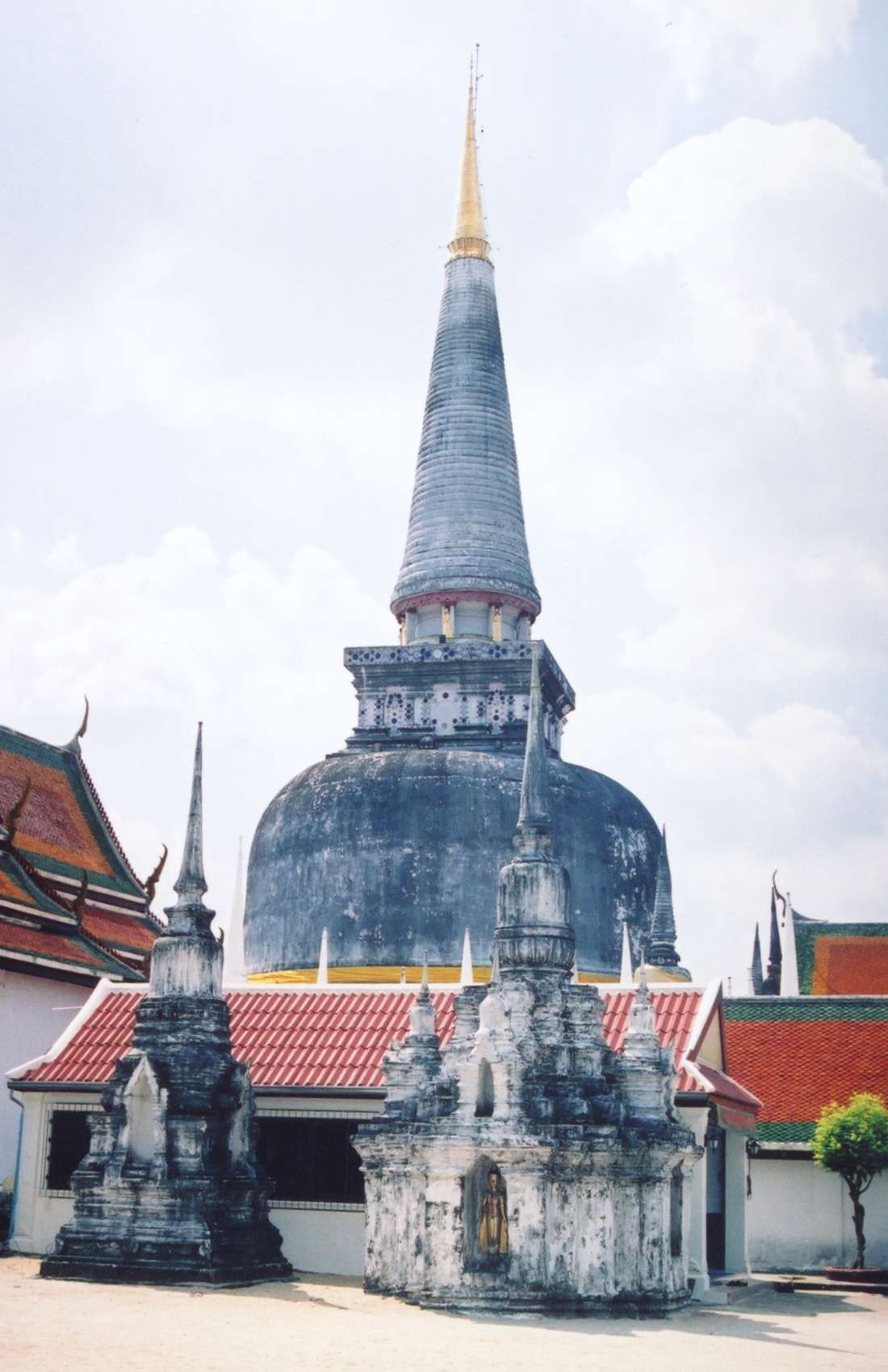
La stupa budista Chedi Phrae Boromadhatu construïda per Chandrabhanu del llinatge Padmavamsa de Tambralinga (ara a Tailàndia)

S. Paranavitana va oferir una nova teòria explicant els orígens dels Ariyacakravarti. Segons ell, els Aryacakravarti serien descendents de Chandrabhanu un cap malai, qui va envair l'illa des de Tambralinga el 1247. Segons ell, refugiats i immigrants del regne indi de Kalinga van fundar regnes al sud-est d'Àsia de noms semblants i alguns d'ells van venir a causa de diverses raons a Ceilan del nord i va fundar el regne de Jaffna. Aquesta suposició ha estat refutada pel historiador indi K.A. Nilakanta Sastry per no haver-hi cap evidència creïble, i altres historiadors com Louis Charles Damais (1911–66), un expert en estudis indonesis, Yutaka Iwamoto (1910–88), un erudit budista, i S. Pathmanathan. Afirmen que no hi hi havia cap regne en al sud-est asiàtic anomenat Kalinga i tals afirmacions estan basades en lectures errònies del nom xinès per un localitat anomenada Ho-ling quin de fet seria Walain i no Kalinga. Encara més, S. Pathmanathan afirma que Chandrabhanu rotundament havia reclamat ser del llinatge Padmavamsa mentre que S. Paranavitana havia adduït un llinatge Gangavamsa als Aryacakravarti. També anota que les inscripcions que S. Paranavitana utilitza per fer la seva teoria no han estat desxifrades per cap erudit per implicar una connexió Javaka amb els Aryacakravartis.

## Altres fonts

### Cròniques contemporànies
La crònica tàmil més antiga al regne Jaffna el regne va ser composta en l'edat mitjana. Una feina de prosa,Yalpana Vaipava Malai, va ser compilar pel poeta Mayilvakana Pulavar el 1736, cita quatre escrits anteriors com Kailaya Malai, Vaiya Padal, Pararasasekaran Ula i Rasamurai com la seva font. La llista de reis o Rasamurai no ha estat trobada i tot el què sabem aproximadament és a través del Yalpana Vaipava Malai. Aquest es va compondre no més d'hora que el segle xiv, conté llegendes folkloriques barrejades amb anècdotes històriques. Però una obra astrologica, Cekarasacekara Malai, escrita durant el govern de Cekarasacekaran V (1410–1440) per Soma Sarman té informació històrica verificable i ha estat utilitzat extensament per historiadors des de Humphrey Coddrington a S. Pathmanathan per reconstruir la història primerenca del regne.
Les cròniques singaleses com el Culavamsa, Rajavaliya i un nombre de cròniques Sandesya com Kokila Sandesaya i Selalihini Sandesaya, tenen informació valuosa sobre el primer i medi període del regne, les seves activitats i la seva ocupació eventual pel rival regne de Kotte el 1450–1467. El Culavamsa esmenta en detall l'arribada i la conquesta de la capital singalesa Yapahuwa per un ministre que anomena Aryacakravarti durant el període 1277 a 1283. També esmenta que el ministre va portar fora la relíquia de Bud cap a la capital del regne Pandya.
El Rajavaliya una font primària escrita durant el segle xvii refereix el fet que els Aryacakravartis va recollir impostos de Udarata i de les planes del.
La conquesta per un tal Sapumal Kumaraya, un dirigent militar enviat pel rei de Kotte, sembla haver deixat una indeleble impressió en la literatura singalesa. La victòria de Sapumal Kumaraya és cantada en el Kokila Sandesaya ("el missatge portat per Kokila ocell") escrit en el segle xv pel monjo principal del Irugalkula Tilaka Pirivena a Mulgirigala. El llibre conté una descripció contemporània del país travessat pel ocell cucúlid de Devi Nuwara ("Ciutat dels Déus") del sud a Nallur ("Ciutat Bonica") al nord de Sri Lanka.